# والا (ودایی)
والا (انگلیسی: Vala) به معنای "محصور" در سانسکریت ودایی، شیطان ریگ‌ودا و آتارواودا، برادر وریترا است. از نظر تاریخی، منشأ آن با داستان وریترا است، که از یک ریشه گرفته شده‌است، و از همان ریشه نیز به عنوان وارونا، *val-/var- (PIE *wel-) "پوشاندن، محصور کردن " (شاید هم خانواده با حجاب باشد).